# Collège Jean-Baptiste-Pellerin
 (février 2018).
Pour les articles homonymes, voir Pellerin.
Le collège Jean-Baptiste-Pellerin est un établissement public local d'enseignement (EPLE) situé à Beauvais, dans le centre-ville, à proximité du cinéma et de la gare, et à environ dix minutes de la gare routière.
Il accueille des élèves de la sixième à la troisième. Le collège dispose de deux dispositifs ULIS : l’un pour les élèves présentant des troubles de la fonction motrice, l’autre pour les élèves autistes,. Il est également doté d'une SEGPA, avec une classe par niveau de la sixième à la troisième.
Le collège est équipé d’un ascenseur pour les élèves en situation de handicap, mais ne dispose pas d’un internat.
Il prépare ses élèves aux examens du diplôme national du brevet (DNB) et du certificat de formation générale (CFG).

## Enseignements
Les langues vivantes enseignées sont :
- Anglais
- Espagnol
- Allemand

Les langues anciennes proposées sont :

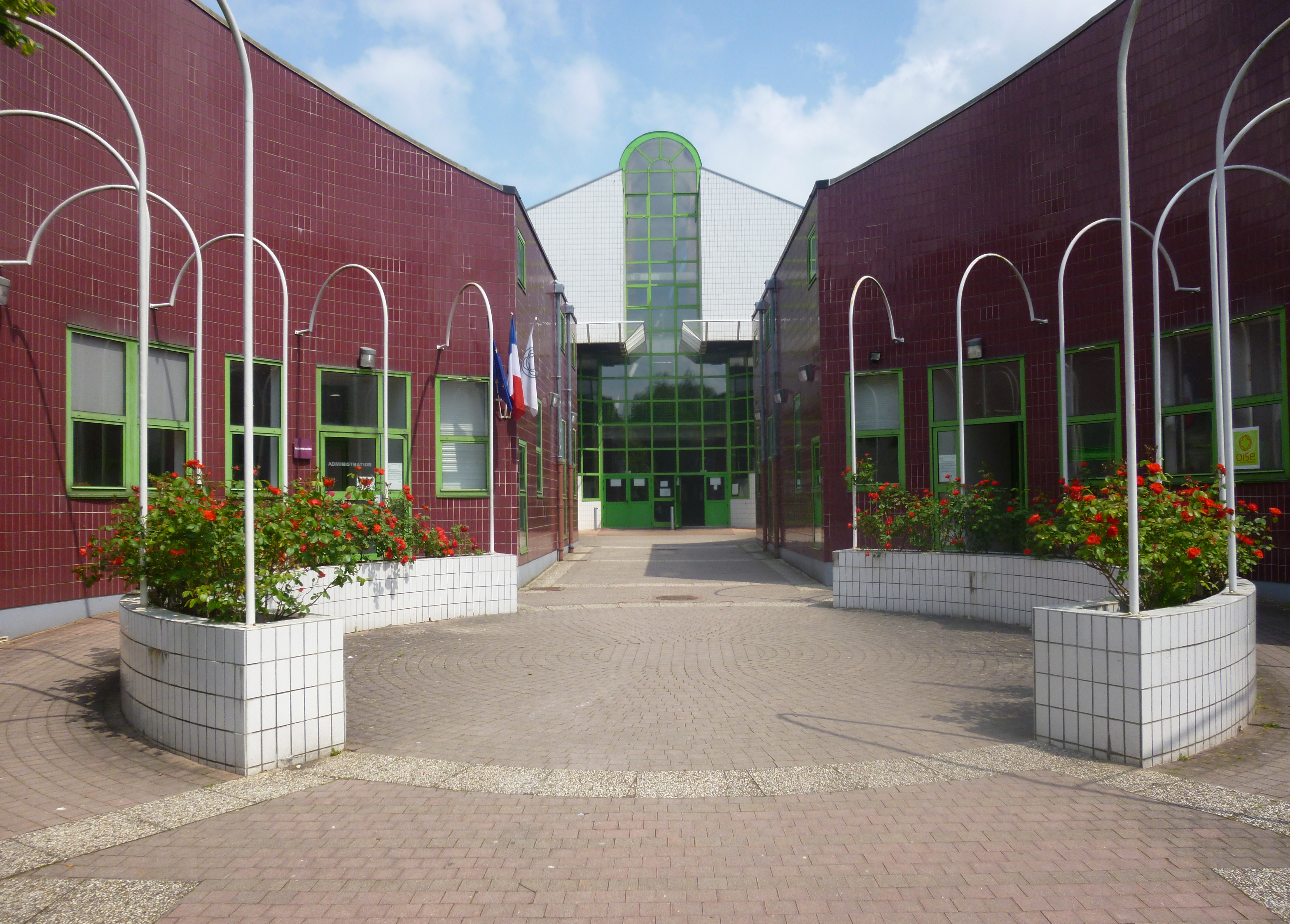
Façade du collège Jean-Baptiste-Pellerin

- Latin
- Grec ancien[4].

## Statistiques
Nombre d'élèves moyen par classe :
- 3e : 24 élèves
- 4e : 28 élèves
- 5e : 26 élèves
- 6e : 25 élèves
- 3e SEGPA :16 élèves
- 4e SEGPA :15 élèves
- 5e SEGPA :15 élèves
- 6e SEGPA :15 élèves.

## Activités
Les activités périscolaires proposées aux élèves sont :
- les sports :
  - futsal,
  - escalade,
  - badminton,
  - handball,
  - gymnastique,
  - boxe,
- autres :
  - chorale,
  - club informatique,
  - cinéclub,
  - club journal,
  - jeux de société,
  - club nature,
  - atelier théâtre,
  - atelier civilisation anglaise.

## Personnels
- [6]Le principal : il participe à l'encadrement du système éducatif et aux actions d'éducation et il dirige l'établissement en qualité de représentant de l'État et de président du conseil d'administration, sous l'autorité du recteur et du directeur académique des services de l'Éducation nationale. C'est lui qui dirige la politique pédagogique et éducative de l'établissement, en concertation avec l'ensemble de la communauté éducative, pour offrir aux élèves les meilleures conditions d'apprentissage.
- [7]Le(s) CPE : Les conseillers principaux d'éducation participent aux activités éducatives du second degré sans enseigner. Ils interviennent dans : 
  - le fonctionnement de l'établissement : organisation de la vie collective quotidienne hors du temps de classe, en liaison avec la vie pédagogique dans l'établissement.
  - la collaboration avec le personnel enseignant : travail en liaison étroite avec les professeurs afin d'assurer le suivi des élèves et participation aux conseils de classe.
  - l'animation éducative : création des conditions du dialogue dans l'action éducative, sur le plan collectif et sur le plan individuel, organisation de la concertation et de la participation des différents acteurs à la vie scolaire au sein de l'établissement
- Les surveillants : Les surveillants sont les premiers avec les professeurs et les CPE  a interagir avec les élèves et les parents d'élèves
- [8]Le gestionnaire: Le gestionnaire assiste le principal dans la gestion matériel et monétaire de l'établissement. Il dirige également l'ensemble des personnels administratifs ou d'entretien.
- Le secrétaire de direction : Le secrétaire de direction assiste le principal et la principale adjointe
- Le secrétaire de gestion : Le secrétaire de gestion assiste le gestionnaire.
- [9]Le conseiller d'orientation : Le conseiller d'orientation est un psychologue qui est spécialisé dans l'orientation professionnelle. Les COP apportent aux familles ainsi qu’aux équipes pédagogiques et éducatives un éclairage spécifique sur les élèves. Ils participent aux initiatives mises en place pour améliorer la vie des élèves.
- L'infirmier: L'infirmière n'a pas pour unique mission celle de prodiguer des soins. Elle écoute, accompagne, conseille et éduque. C'est elle qui met en œuvre la politique de santé en faveur de tous les élèves scolarisés.
- L'assistante sociale : Elle aide les élèves à faire face aux problèmes qu'ils rencontrent dans leur vie quotidienne, que le problème soit scolaire ou non.
- Les professeurs: Les enseignants sont des spécialistes d'une discipline particulière. Leur but est d'instruire la discipline dans laquelle ils sont spécialisés et de faire des élèves des citoyens instruits et éclairés.